# Festival Court en Scène
Le Festival Court en Scène a été créé par l'association Fata Morgana en 2016.  Il se déroule chaque année principalement à Troyes et dans l'ensemble du département de l'Aube.

## Histoire
La première édition sous le nom de Court en Scène date de 2017,  le nom initial était Festival International du Court Métrage du Grand Troyes.

## Orientations
Le festival est consacré aux courts métrages internationaux, la compétition officielle ne comporte que des films en prise de vue réelle de moins de 30 minutes. Le festival développe également depuis 2017 une section pour le jeune public, et depuis 2019 des séances pour les scolaires.  
Pour son édition 2019, elle lance un prix du meilleur film "Grand Est", sélection composée de courts métrages produits dans la région Grand Est.  
L'édition 2020, en raison de la situation sanitaire, ne peut se tenir en salle et se déroule donc sur la chaîne de télévision Canal 32. 
L'édition 2021 est repoussé en mars 2022 (le festival se tient habituellement en novembre). Une nouveauté étoffe la programmation du festival : les séances panoramas qui ont lieu du lundi au jeudi du festival, dans plusieurs salles du département de l'Aube. 

## Parrain
Hubert Charuel est le parrain du festival depuis 2019. Contrairement au jury, le parrain suit Court en Scène sur plusieurs éditions. 

## Palmarès

### 2016
- Grand prix international : Albertine d'Alexis van Stratum (Belgique/France)
- Grand prix français : Le monde qui nous perd d'Alexandra Badea (France)
- Prix du public : Cuerdas de Pedro Solis Garcia (Espagne)
- Meilleure réalisation : Syaahi de Varun Tandon (Inde)
- Prix d'interprétation : Syaahi de Varun Tandon (pour l'ensemble des comédiens, Inde)
- Meilleure photographie : French Touch de Xiaoxing Cheng (Chine/France)
- Meilleur montage : Espagnol niveau 1 de Guy Dessent (Belgique/Uruguay)
- Meilleure musique originale : Cuerdas de Pedro Solis Garcia (Espagne)

### 2017
- Grand prix international : Die besonderen Fähigkeiten des Herrn Mahler de Paul Philipp (Allemagne)
- Grand prix français : Témoins de David Koch (France)
- Prix du public : Témoins de David Koch (France)
- Prix du scénario : Le Jour de ton jour de Steve Achiepo (France) et Calamity de Maxime Feyers et Severine De Streyker (France)
- Prix d'interprétation : Christian Bouillette dans Pourquoi j'ai écrit la Bible de Alexandre Steiger (France)
- Prix de la mise en scène : The Transfer de Michael Grudsky (Israël)
- Prix des enfants : Non-Non veut faire du sport de Mathieu Auvray (France)

### 2018
- Grand prix international : Andro de Tornike Gogrichiani (Géorgie)
- Prix du public : Kapitalistis de Pablo Munoz Gomez (France/Belgique)
- Prix de la mise en scène : Retouch de Kaveh Mazaheri (Iran)
- Prix d'interprétation : Li Shuxian dans Xiao Cheng Er Yue de Yang Qui (Chine)
- Prix du scénario : Laure Desmazières, Marion Desseigne Ravel et Anaïs Carpita pour Zaina46 de Laure Desmazières (France)
- Prix du meilleur documentaire : Si tu me poses la question de Siham Bouzerda (Belgique)
- Prix du meilleur film d'animation : Tweet-Tweet de Zhanna Bekmambetova (Russie)
- Prix des enfants + 3 ans : Un travail de fourmi d'Anaïs Sorrentino (France)
- Prix des enfants + 6 ans : Voyagers de L.Finucci, M.Roger, G.Ammeux, A.Dumez, V.Baillon, B.Chaumeny (France)

### 2019
- Grand prix international : Le Chant d'Ahmed de Foued Mansour (France)
- Prix du public : Pile Poil de Laurianne Escaffre et Yvonnick Müller (France)
- Prix de la mise en scène : Nicht im traum d'Astrid Menzel (Allemagne)
- Prix d'interprétation : Dijana vidusin dans Dok je Trajao Roland Garros(Croatie)
- Prix du scénario : Sergio Guataquira Sarmiento pour Simon pleure (Belgique)
- Prix Grand Est : Island de Mengqian Chen (France)
- Prix des lycéens : Roberto le canari de Nathalie Saugeon (France)
- Prix du meilleur film d'animation : Leuki de Julien Leconte (France)
- Prix des enfants + 3 ans : Grand loup et petit loup de Rémi Durin (France)
- Prix des enfants + 6 ans : Belly flop de Kelly Dillon et Jérémy Collins (Afrique du Sud)

### 2020
- Grand prix international : Ijrain Maradona de Firas Khoury (Palestine)
- Prix du public : Homesick de Koya Kamura (France / Japon)
- Prix de la mise en scène : Massacre de Maïté Sonnet (France)
- Prix d'interprétation : Madjiguene Seck dans Les tissus blancs(France)
- Prix du scénario :  Koya Kamura pour Homesick (France / Japon)
- Prix Grand Est : Beauty Boys de Florent Gouëlou (France)
- Prix compétition européenne : Anti de Josu Martinez (Espagne / France)
- Prix Court en ligne : Allée des jasmins de Stéphane Ly-Cuong (France)

### 2022
Remise des prix à venir (dimanche 13 mars 2022).

## Jury

### 2016
Présidente : Laurence Ferreira Barbosa, cinéaste
Membres :
- Christophe Henry, cadreur drone
- Marion Touitou, directrice de casting
- Tibo Pinsard, cinéaste de court-métrage

### 2017
Présidente : Anne Seibel, directrice artistique
Membres :
- Patrick Hernandez, producteur et distributeur
- Mélanie Laleu, réalisatrice
- Marie Vernalde, réalisatrice et comédienne

### 2018
Président : Govinda Van Maele, réalisateur,
Membres :
- Nicolas Birkenstock, auteur et réalisateur
- Raphaëlle Piani, première assistante
- Pierre Galliard, accessoiriste

### 2019
- Laure Desmazières, auteure-réalisatrice
- Rémi Allier, auteur-réalisateur
- Anaïs Romand, créatrice de costumes

### 2020
- Asal Bagheri, spécialiste du cinéma iranien
- Nicolas Birkenstock, auteur-réalisateur
- Sarah Beaufol, programmatrice

## Les rencontres des métiers du cinéma
L'événement valorise également les professionnels du cinéma en organisant chaque année sa "rencontre des métiers du cinéma" à la médiathèque Jacques-Chirac de Troyes.
À travers des anecdotes de tournage et des descriptions de leurs métiers, les participants du festival ont pu découvrir les métiers de :
- cadreur drone et directrice de casting en 2016[11]
- chef décoratrice et producteur de cinéma en 2017
- premier assistant et accessoiriste en 2018
- créatrice de costume et chef costumière en 2019
- comédienne et réalisatrice en 2022